# VeloDunajec

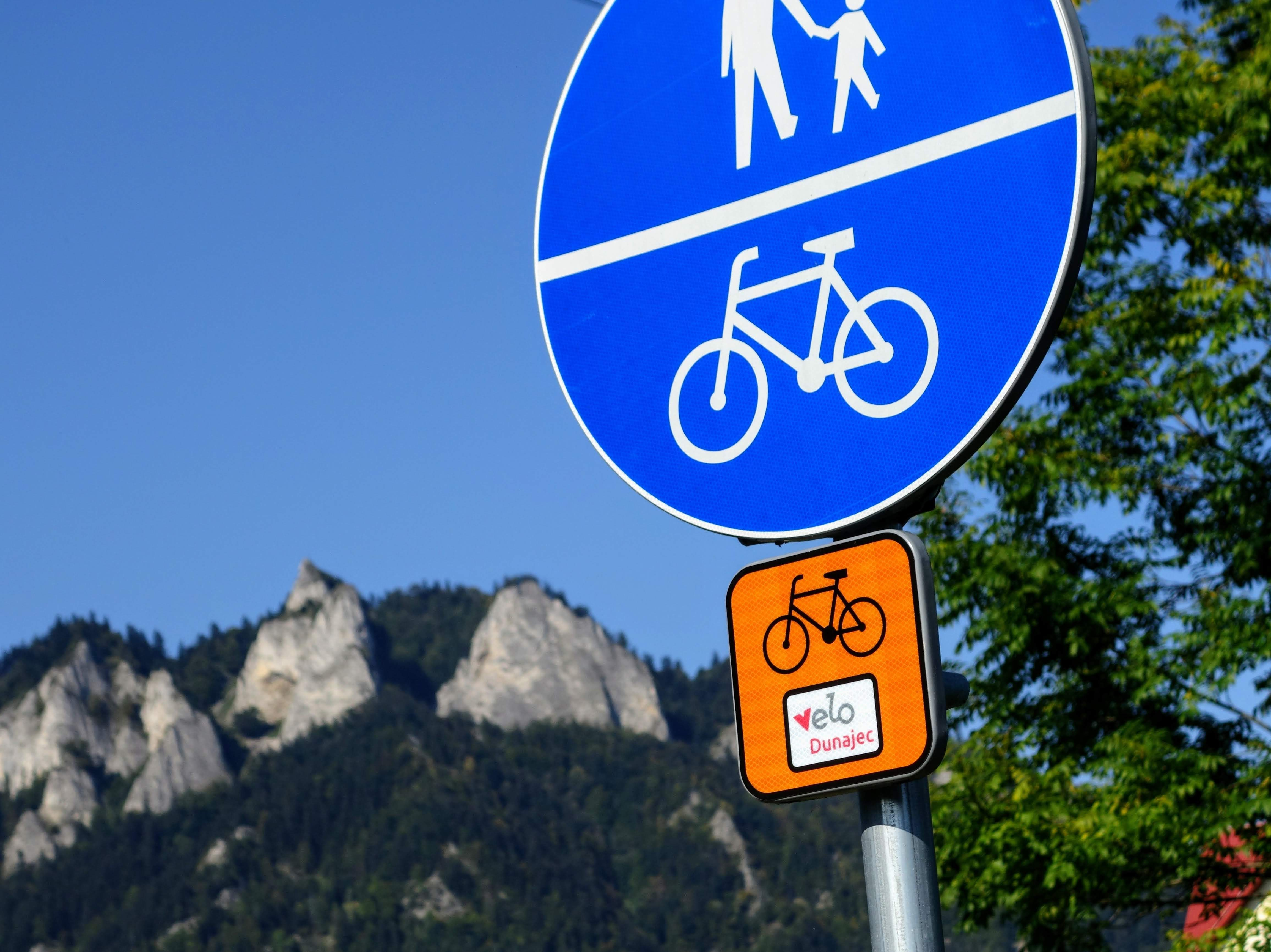

VeloDunajec is een langeafstandsfietsroute in Malopolska in Polen. De (met oranje wegwijzers) bewegwijzerde fietsroute is 237 kilometer lang en loopt van Zakopane en Wietrzychowice. De route loopt in de vallei van de Dunajec, met uitzicht op de Beskiden, Pieniny en het Tatragebergte.